# Franco Andreone
Pour les articles homonymes, voir Andreone.
Franco Andreone, né le 23 mai 1961 à Turin (Italie), est un zoologiste italien.

## Biographie
Franco Andreone a travaillé sur la biodiversité de Madagascar, en collaboration avec l'université de Tananarive, le Parc Botanique et Zoologique de Tsimbazaza, le WWF et la Wildlife Conservation Society.
Par ailleurs il est l'auteur de la découverte de plusieurs espèces d'amphibiens du genre Boophis.